# モスコーフスキー駅

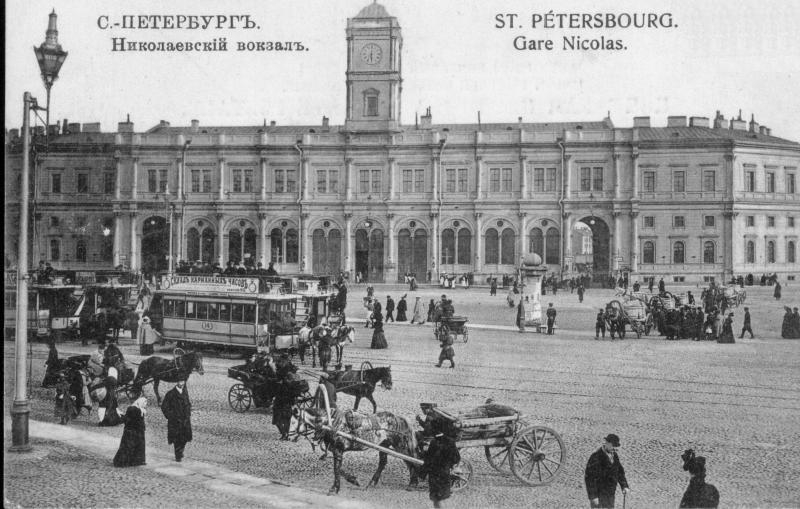
1900年頃　駅前の馬車鉄道

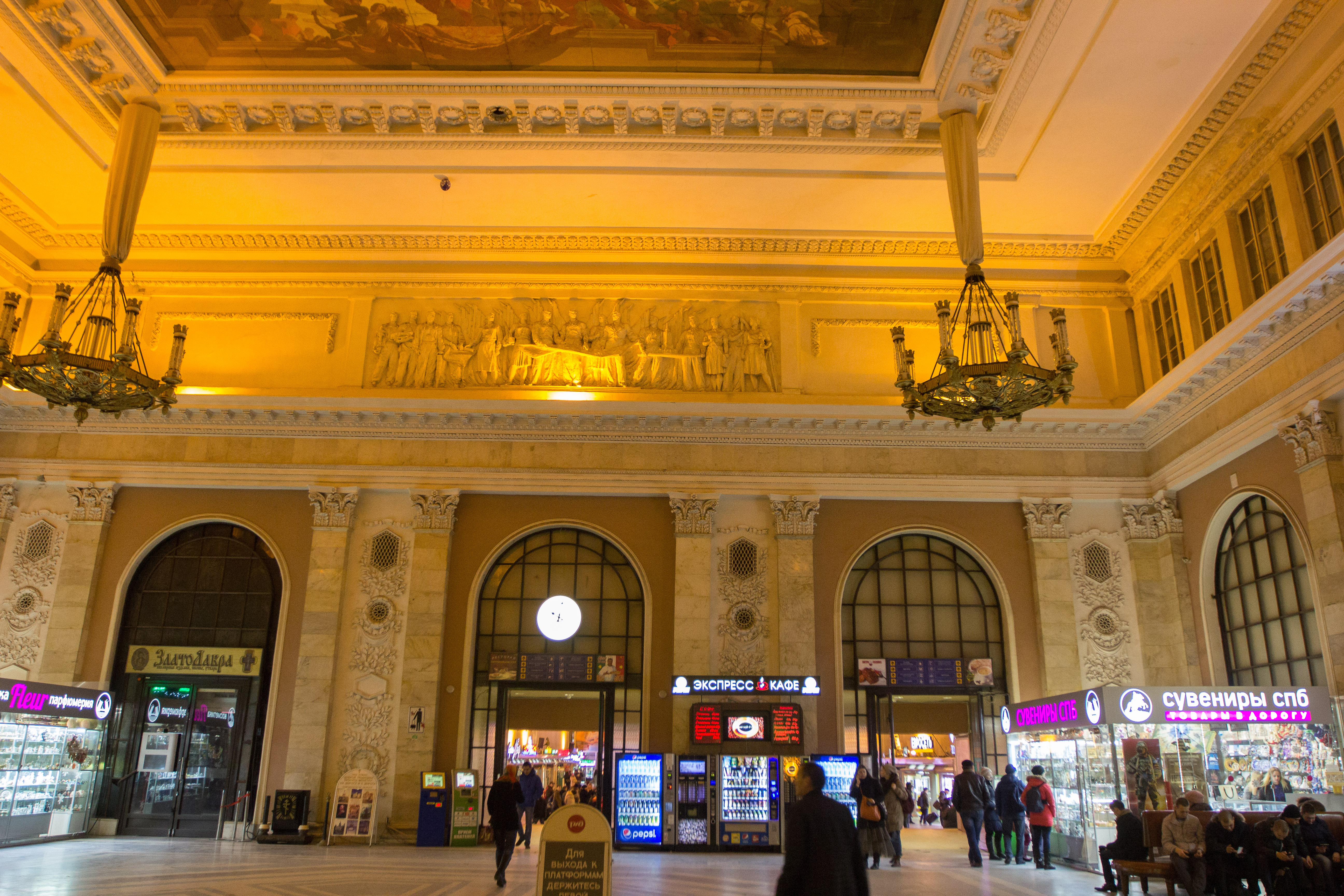
エントランスホール

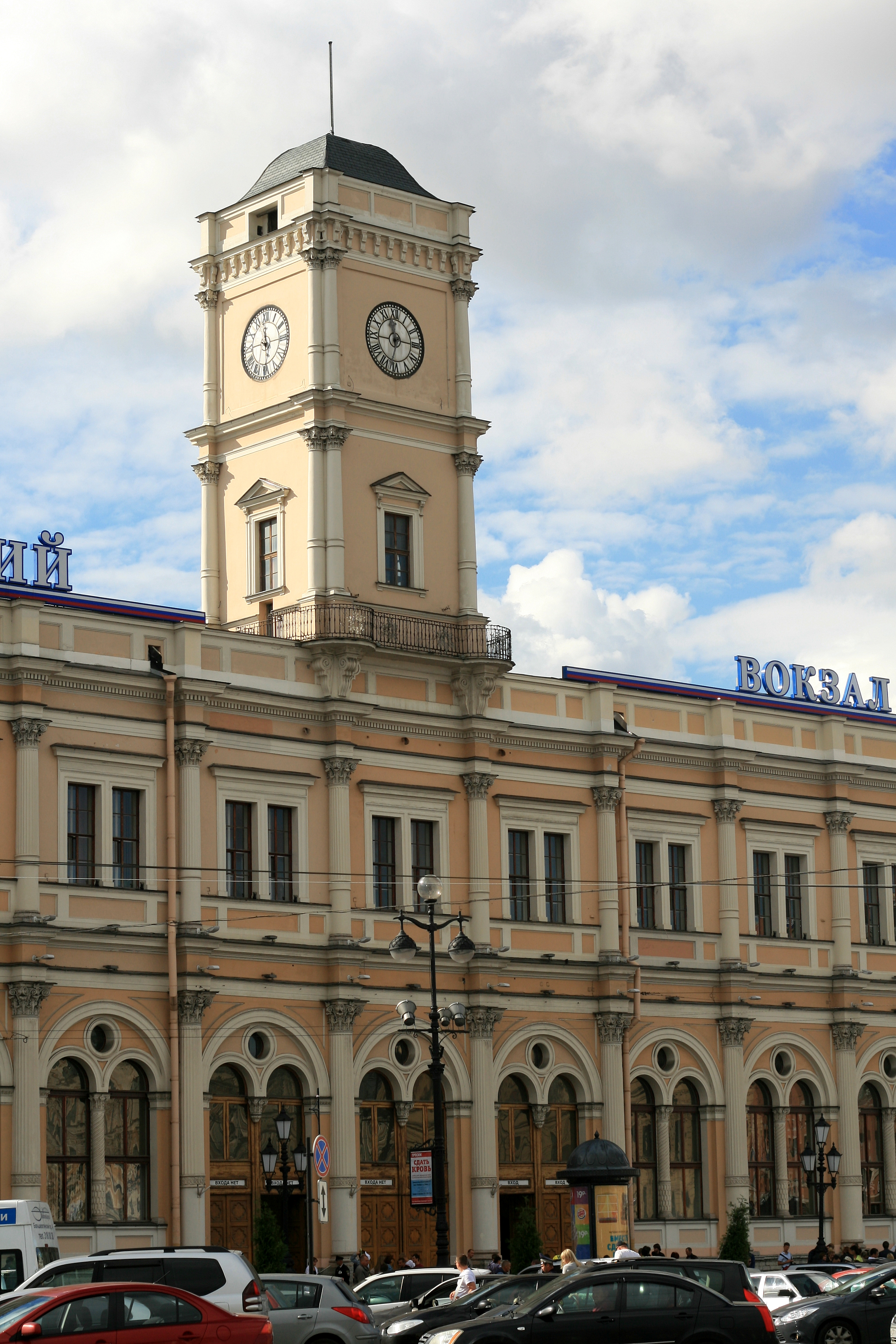
時計塔

モスコーフスキー駅（モスコーフスキーえき、ロシア語: Московский вокзал、マスコーフスキー・ヴァグザール）は、サンクトペテルブルクにおける5つのターミナル駅の1つ。1851年にモスクワ・サンクトペテルブルク鉄道とサンクトペテルブルク・ムルマンスク鉄道の起終点駅として開業した。イタリア風ネオルネッサンス様式の駅舎は開業時の建物で、ロシア最古級の駅舎である。
建築家はコンスタンチン・トーンの設計である。
駅名はモスクワ方面の列車が発着することに由来する。モスクワのさらに南のキエフやソチまで運行される列車もある。
この駅は、旧海軍省ビルから東へ延びるサンクトペテルブルク一番の繁華街であるネフスキー大通りのほぼ中央部の蜂起広場の南側に面していて、サンクトペテルブルク地下鉄や路面電車などからの接続も便利である。

## 駅構造

### プラットフォーム
7面11線の地上駅である。発車線はプラットフォーム毎に1番から7番まで割り振られており、発車線の番号は各プラットフォームの右側・左側という形で区別される。改札は1番から3番のみに設置されている。
| 番線 | 路線                 | 行先         | 備考       |
| ---- | -------------------- | ------------ | ---------- |
| 1～4 | モスクワ線           | トスノ方面   | 快速・普通 |
| 1～4 | ヴォルホフストロイ線 | ムガ方面     | 普通       |
| 5～7 | モスクワ線           | モスクワ方面 | 特急       |

### 運行
特急列車は1日30本から40本程度発車するが、サプサン号以外のほとんどが夜行列車であるため、午前中は本数が少なく5時間程度間隔が空くこともある。普通・快速列車はモスクワ線が1日約30本、ヴォルホフストロイ線が1日約20本発車する。モスクワ線は通勤時間帯中心の運行であるが、閑散時でも毎時1本程度の本数が確保されている。ヴォルホフストロイ線は午前中に3時間程度間隔が空くことがあるが、他の時間帯はおおむね毎時1本程度発車する。

### コンコース
特急列車用コンコースと普通列車用コンコースに分かれている。駅舎が特急列車のコンコース、駅舎西隣の広場（屋外）が普通列車用コンコースとなっており、切符売場も特急用と普通用に分かれている。駅舎の入口では手荷物検査を行っているが、地下鉄蜂起広場駅の出口から入場する場合は手荷物検査が無い。

## 乗り換え

### 地下鉄
- サンクトペテルブルク地下鉄 1号線 - 蜂起広場駅

### バス
- 駅舎脇乗場
  - マリインスキー劇場方面：3系統
  - スモーリヌイ聖堂方面：54・74系統
- リゴフ大通り西側乗場
  - フルンゼ方面：16а・54・74・76・91・141系統
  - モスクワ広場方面：3・26・65系統

## 駅周辺
- ガレレヤ（ショッピングモール）
- 蜂起広場

## 隣の駅
ロシア鉄道
モスクワ線・ヴォルホフストロイ線
特急「二つの都」「赤い矢」「エクスプレス」
サンクトペテルブルク・モスクワ駅 - モスクワ・レニングラード駅
特急「アファナシー・ニキーチン」「スメナ・A・ベタンクール」
サンクトペテルブルク・モスクワ駅 - トヴェリ駅
特急「北のパルミラ」「サマラ」
サンクトペテルブルク・モスクワ駅 - ボロゴエ・モスクワ駅
特急「ペレスヴェト」「黒海」「ポヴォルジエ」「ヴォルガ」「織物地域」「トヴェリ・エクスプレス」「栄光」
サンクトペテルブルク・モスクワ駅 - 小ヴィシェラ駅
愛称なし特急
サンクトペテルブルク・モスクワ駅 - 小ヴィシェラ駅（一部はモスクワ・レニングラード駅、トヴェリ駅、上ボロチョク駅、ボロゴエ・モスクワ駅、ウグロフカ駅、オクロフカ駅までノンストップ）
特急「サプサン」
サンクトペテルブルク・モスクワ駅 - チュドヴォ駅（一部のみ。他にモスクワ・レニングラード駅、ボロゴエ・モスクワ駅、オクロフカ駅までノンストップの便もある）
快速
サンクトペテルブルク・モスクワ駅 - ナヴァロチナヤ駅（一部のみ。他にコルピノ駅、ソルチノヴォチナヤ駅、ファルフォロフスカヤ駅までノンストップの便もある）
普通
サンクトペテルブルク・モスクワ駅 - ナヴァロチナヤ駅（一部はファルフォロフスカヤ駅までノンストップ）